# Charles Frohman

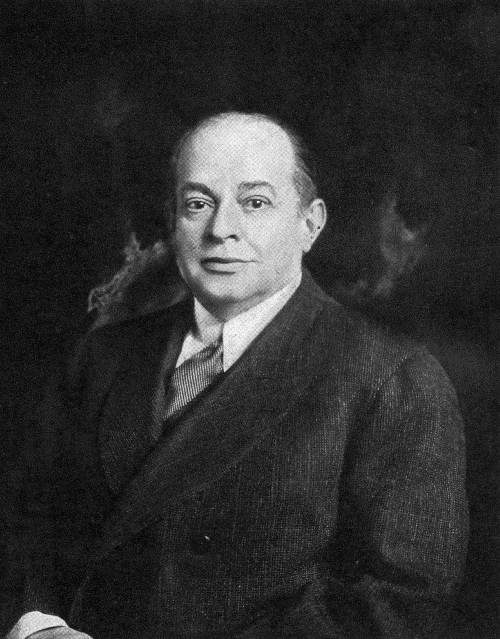
Charles Frohman (1914).

Charles Frohman (15 de julio de 1856-7 de mayo de 1915) fue un productor teatral estadounidense. Empezó a producir obras en 1889 y adquirió su primer teatro en Broadway en 1892. Descubrió y promovió a muchas estrellas del teatro estadounidense.
En 1896, cofundó el Sindicato Teatral (Theatrical Syndicate, en inglés), el cual creció hasta ejercer el control monopólico de la industria teatral en los Estados Unidos durante casi dos décadas. También arrendó el Duke of York's Theatre, en Londres, promocionó a dramaturgos como James Matthew Barrie, a quien produjo Peter Pan, la cual debutó en el Duke of York's en diciembre de 1904 y fue estrenada en los Estados Unidos en enero de 1905 con uno de sus mayores éxitos. La actriz estadounidense que protagonizó sus piezas favoritas, fue Maude Adams. Se asoció con productores ingleses, como Seymour Hicks, con quien produjo una serie de obras exitosas en Londres antes de 1910, entre ellas Quality Street, El admirable Crichton, The Catch of the Season, The Beauty of Bath y Ein Walzertraum. Muchos de sus éxitos londinenses también fueron disfrutados en Nueva York.
Produjo más de 700 espectáculos. En el apogeo de su carrera, murió en el hundimiento del RMS Lusitania.

## Vida y carrera

### Inicios
Nació en Sandusky (Ohio), el menor de tres hermanos, siendo los otros Daniel y Gustave Frohman. El año de su fecha de nacimiento es erróneamente reportado como 1860, y su cumpleaños aparece como «16 de julio» en su lápida, pero la fecha correcta es el 15 de julio de 1856. En 1864, la familia de Frohman se trasladó a la ciudad de Nueva York. A la edad de doce años, comenzó a trabajar por la noche en las oficinas del New York Tribune, y asistía a la escuela durante el día. En 1874, comenzó a trabajar para el Daily Graphic y vendía entradas en el teatro Hooley, de Brooklyn, por la noche. En 1877, se hizo cargo de la Chicago Comedy Co., con John Dillon como estrella en Our Boys. Se unió como mánager en el Haverly's United Mastodon Minstrels, y recorrió los Estados Unidos y Europa. Luego de un tiempo, se asoció con sus hermanos Daniel y Gustave en la gestión del Madison Square Theatre de Nueva York. Comenzó a producir obras de teatro en 1886.

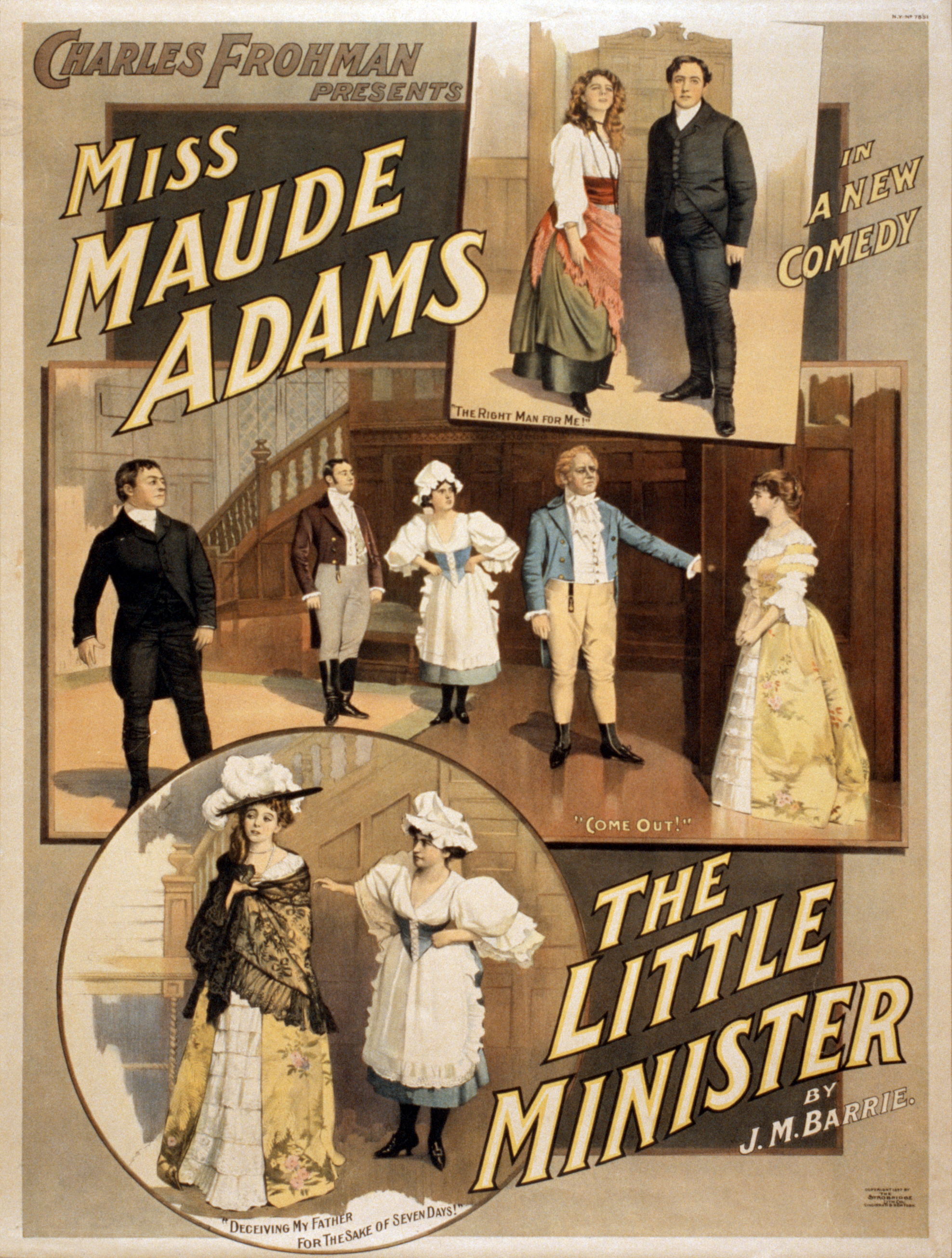
«Charles Frohman presenta a la señorita Maude Adams en The Little Minister», por.

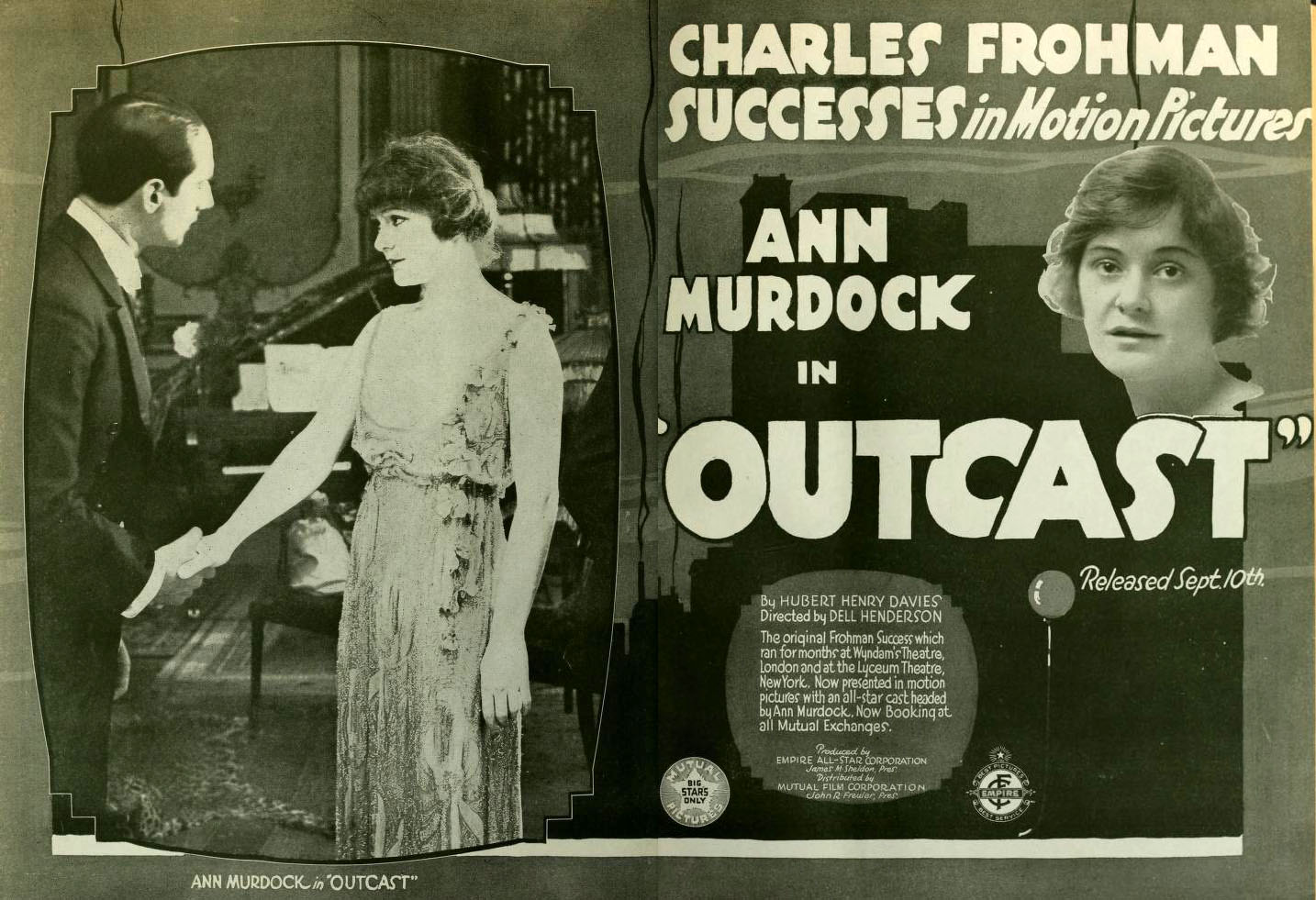
The Outcast (1917).

### Productor de teatro
Su primer éxito como productor fue con la pieza de Bronson Howard Shenandoah (1889). Fundó el Empire Theatre Stock Company para adquirir el Teatro Empire en 1892. Al año siguiente, produjo su primera obra de teatro en Broadway, Masked Ball de Clyde Fitch. En esta pieza, Maude Adams interpretó por primera vez junto a John Drew, lo que le llevó a muchos éxitos futuros. Pronto adquirió otros cinco teatros en Nueva York. En 1895, produjo el estreno en esa ciudad de La importancia de llamarse Ernesto, de Oscar Wilde. Ese mismo año, produjo The Shop Girl.
Frohman era conocido por su capacidad para desarrollar el talento. Sus estrellas incluían a William Gillette, John Drew, Jr., Ethel Barrymore, Billie Burke, Edward Hugh Sothern, Julia Marlowe, Maude Adams, Paul Gilmore, Evelyn Millard, Henry Miller y Walter E. Perkins. En 1896, Al Hayman, Abe Erlanger, Mark Klaw, Samuel F. Nixon, Fred Zimmerman y él formaron el Sindicato Teatral. Su organización estableció una red sistematizada de salas teatrales en todo el país y creó un monopolio que controló cada aspecto de los contratos y agendas hasta finales de la década de 1910, cuando tras su fallecimiento los hermanos Shubert arrebataron su dominio en la industria.
En 1897, arrendó el Duke of York's Theatre de Londres, para presentar obras de teatro allí, así como en los Estados Unidos. Clyde Fitch, J. M Barrie y Edmond Rostand fueron algunos de los dramaturgos que él promovió. Como productor, entre sus éxitos más famosos está Peter Pan de Barrie, que se estrenó en el Duke of York en diciembre de 1904 con Nina Boucicault, y producido en enero de 1905 en los Estados Unidos, protagonizada por Maude Adams. En los primeros años del siglo xx, también estableció una exitosa asociación con el actor y productor inglés Seymour Hicks para producir musicales y otras comedias en Londres, como Quality Street en 1902, El admirable Crichton en 1903, The Catch of the Season en 1904, The Beauty of Bath en 1906, The Gay Gordons en 1907 y Ein Walzertraum en 1908, entre otros. También se asoció con otros directores de teatro de Londres. El sistema de intercambio de obras entre Londres y Nueva York fue en gran parte resultado de sus esfuerzos. En 1910, intentó esquematizar un repertorio al producir obras de teatro en el Duke of York. Se anunció un proyecto de las obras de J. M. Barrie, John Galsworthy, Harley Granville-Barker y otros. La aventura comenzó tentativamente, y hubieran tenido éxito, pero Frohman canceló el plan cuando los teatros de Londres cerraron por la muerte del rey Eduardo VII en mayo de 1910.
Otros de sus éxitos incluyen The Dollar Princess (1909), The Arcadians (1910), The Sunshine Girl (1913) y The Girl From Utah (1914). En 1915, había producido más de 700 espectáculos, empleado un promedio de 10 000 personas por temporada, 700 de ellos actores, y con salarios pagados por un total de $ 35 millones al año (el equivalente a más de $ 700 millones en dólares en 2010). Frohman controlaba cinco teatros en Londres, seis en la ciudad de Nueva York, y más de doscientos en todo el resto de los Estados Unidos. Su compañero y buen amigo, el crítico de teatro Charles Dillingham (1868-1934), también se convirtió en un conocido productor.

### Muerte en el RMSLusitania

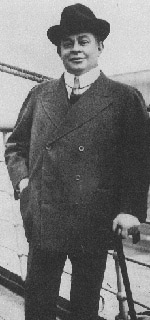
Frohman en 1915.

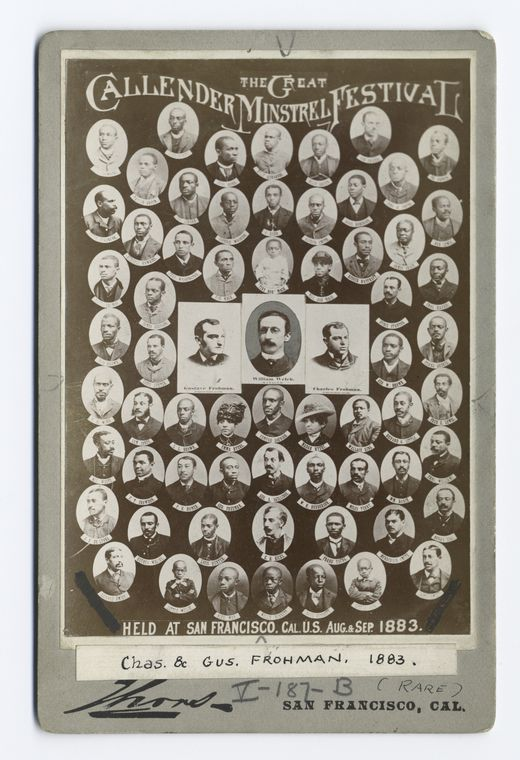
Frohman (al centro, a la derecha) fue copropietario del Callender Minstrels (1883).

Frohman hizo su viaje anual a Europa en mayo de 1915 para supervisar sus «mercados de piezas» en Londres y París, navegando en el transatlántico RMS Lusitania de la Cunard Line. El compositor Jerome David Kern estaba destinado a acompañarlo en el viaje, pero se quedó dormido después de haber atendido tarde solicitudes de producciones en una fiesta. William Gillette también lo hubiera acompañado, pero se vio obligado a cumplir con un compromiso contraído en Filadelfia.
Por un rodilla reumática, debido a una caída tres años antes, se había mantenido enfermo durante la mayor parte del viaje, pero se sentía mejor en la mañana del 7 de mayo, un día brillante y soleado. Durante el viaje, recibía a sus huéspedes en su camarote y más tarde en su mesa. Les estaba contando historias de su vida en el teatro cuando, a las 2:10 de la tarde, a unos catorce kilómetros del cabo de Old Head of Kinsale, con la costa de Irlanda a la vista, un torpedo lanzado por el submarino alemán U-20 perforó al Lusitania a estribor. Al cabo de un minuto, hubo una segunda explosión, seguida de varias más pequeñas.
Mientras empezaba a cundir el pánico entre los pasajeros, Frohman permaneció en la cubierta de paseo para charlar con los amigos y fumar un cigarro. Tranquilamente comentó: «Esto va a ser una llamada para cerrar». Frohman, con una pierna discapacitada y caminando con un bastón, no podría saltar desde la cubierta a un bote salvavidas, así que estaba atrapado. En su lugar, él y el millonario Alfred Vanderbilt ataron chalecos salvavidas a los moisés que portaban a los bebés que dormían en la guardería cuando el torpedo impactó. Luego salió a la cubierta, donde fue acompañado por la actriz Rita Jolivet, su hermanastro George Vernon y el capitán Alick Scott. En los momentos finales, se estrecharon las manos y Frohman parafraseó su mayor éxito, Peter Pan: «¿Por qué temer a la muerte si es la aventura más hermosa que la vida nos da?». Jolivet, la única sobreviviente de la tertulia de Frohman, estaba de pie con él cuando el barco se hundió. Más tarde dijo, «como un tremendo rugido se oyó una gran ola que barrió toda la cubierta. Estábamos todos divididos en ese momento, y no he visto a ninguno de esos valientes hombres vivos hasta hoy».
Frohman falleció un mes y una semana después de su quincuagésimo noveno cumpleaños. Su cuerpo fue encontrado varado en tierra en el cabo Old Head de Kinsale, y se determinó más tarde que murió por un objeto pesado que cayó sobre él, en lugar de ahogamiento. El cadáver yacía entre otros 147 en espera de identificación, donde un rescatado estadounidense lo identificó de fotografías de los periódicos. Su cuerpo, el único entre todos los demás, no estaba desfigurado. Su funeral se celebró el 25 de mayo en el Templo Emanu-El de la ciudad de Nueva York, y fue sepultado en el cementerio Union Field en Ridgewood, Queens (Nueva York). Servicios fúnebres en su honor también fueron organizados por algunas de sus estrellas en otras ciudades de ese país: por Maude Adams en Los Ángeles, por John Drew en San Francisco, por Billie Burke en Tacoma, y por Donald Brian, Joseph Cawthorn y Julia Sanderson en Providence, así como las exequias en la catedral de San Pablo y en la iglesia St Martin-in-the-Fields en Londres. Frohman también fue elogiado por la Academia Francesa de Autores en París.
Un monumento a Frohman se encuentra en The Causeway en Marlow sobre el Támesis. El sitio cuenta con una fuente con una ninfa esculpida y una inscripción.

## Representaciones en el cine y la televisión
Frohman fue interpretado por Harry Hayden en la película Till the clouds roll by (en España, Hasta que las nubes pasen) en 1946. Fue interpretado por William Hootkins en la miniserie de la BBC The Lost Boys en 1978. Fue interpretado por Nehemiah Persoff en la película para televisión Ziegfeld: The Man and His Women, también en 1978. En 2004, Dustin Hoffman lo retrató en la película Descubriendo el país de Nunca Jamás. En la película Deja que el tiempo vuelva de 1980, el personaje William Fawcett Robinson, interpretado por Christopher Plummer, se basó en Frohman.